# Scrivener (програмне забезпечення)
Scrivener (Скрівенер) — програма для обробки текстів для письменників. Scrivener надає систему керування документами, примітками та метаданими. Це дає користувачеві змогу впорядковувати нотатки, концепції, дослідження та цілі документи для легкого доступу та посилання (документи, включаючи форматований текст, зображення, PDF, аудіо, відео та вебсторінки). Scrivener пропонує шаблони для сценаріїв, рукописів художньої та документальної літератури.